# Обертрум-ам-Зее
Обертрум-ам-Зее — ярмаркове містечко та громада в австрійській землі Зальцбурґ. Містечко належить округу Зальцбург-Умгебунг.